# Adoretus serridens
Adoretus serridens är en skalbaggsart som beskrevs av Ohaus 1914. Adoretus serridens ingår i släktet Adoretus och familjen Rutelidae. Inga underarter finns listade i Catalogue of Life.